# يوليوس فوجل
يوليوس فوجل (بالإنجليزية: Julius Fogle)‏ مواليد 2 ديسمبر 1971 في تاكوما، هو ملاكم محترف أمريكي معتزل بدأ مسيرته الاحترافية سنة 2004. فاز ببطولة الولايات المتحدة المتحدة لملاكمة الهواة.

## إحصائيات
خاض خلال مسيرته 27 نزالا، فاز في 16 ولم يتعادل وخسر في 10. فاز بالضربة القاضية في 11 نزالا.

## روابط خارجية
- يوليوس فوجل على موقع بوكس ريك (الإنجليزية) (registration required)